# Idemitsu Sangyo
Idemitsu Sangyo (出光産業) war ein japanischer Hersteller von Automobilen. Der Markenname war Idemitsu.

## Unternehmensgeschichte
Das Unternehmen hatte seinen Sitz in Fukuoka. Es entwickelte 1955 ein Kei-Car für den japanischen Kleinstwagenmarkt. Im Dezember 1955 wurde das Modell präsentiert. Der Markterfolg blieb gering. Insgesamt entstanden etwas zwölf Fahrzeuge. 1956 folgte der Bankrott.
Sanyu Sangyo setzte die Produktion unter dem eigenen Markennamen Sanyu fort.

## Fahrzeuge
Das einzige Modell war der Bambi, auch als Bamby oder Banbi übersetzt. Das Fahrzeug hatte 170 cm Radstand und war 280 cm lang. Es hatte einen konventionellen Antrieb mit Frontmotor und Hinterradantrieb. Der V2-Motor hatte 356 cm³ Hubraum und leistete 12 PS. Das Getriebe hatte drei Gänge. Die geschlossene Karosserie als Coupé bot Platz für zwei Personen. Der auffallend eckige Aufbau wird als einfallslos bezeichnet.